# Kyle O'Reilly
Kyle Greenwood, detto Kyle O'Reilly (Delta, 1º marzo 1987), è un wrestler canadese sotto contratto con la All Elite Wrestling.
È principalmente ricordato per i suoi trascorsi nella Ring of Honor, nella New Japan Pro-Wrestling tra il 2010 e il 2017 e nella WWE tra il 2017 e il 2021.
In carriera ha detenuto una volta il ROH World Championship, tre volte il ROH World Tag Team Championship (con Bobby Fish), due volte l'IWGP Junior Heavyweight Tag Team Championship (con Bobby Fish) e tre volte l'NXT Tag Team Championship (con Adam Cole, Bobby Fish e Roderick Strong); ha inoltre vinto la terza edizione del Dusty Rhodes Tag Team Classic (con Adam Cole) nel 2018.

## Carriera

### Circuito indipendente (2005–2010)
O'Reilly appare per la prima volta nella promotion canadese il 23 dicembre 2005, quando lui e Tony Tisoy perdono contro Wrathchild eKillswitch. Nel gennaio 2006, O'Reilly prende parte al main event per il ventesimo anniversario della promotion facendo coppia con Fast Freddy Funk e Kurt Sterling sconfiggendo Michelle Starr, Johnny Canuck e Vance Nevada. O'Reilly si diploma alla scuola della ECCW il 29 maggio 2006. Il giorno stesso, sconfigge il suo maestro Aaron Idol. Nel marzo 2007, inizia una faida con Sis Sylum, perdendo uno "European Rounds" Match il 2 marzo, prima di fare squadra con Veronika Vice, sconfiggendo Sylum e Nikki Roxx la sera dopo. La faida si chiude il 30 marzo, quando O'Reilly sconfigge Sylum in un "I Quit" Match.
Nel giugno 2007, O'Reilly partecipa alla Pacific Cup Tournament, dove sconfigge prima Tony Kozina e poi Scotty Mac, vincendo il torneo. Il 21 luglio, O'Reilly sconfigge Ice, vincendo l'NWA Canadian Junior Heavyweight Championship. Dopo sei giorni, il suo regno volge al termine, quando Ice riconquista il titolo. Vincerà il titolo ancora una volta il 18 agosto, ma lo perde ancora la sera stessa contro Ice. Il 24 agosto, dopo un match finito in un doppio schienamento, il titolo viene reso vacante. Ciò porta ad un Best of Five Series fra O'Reilly e Ice: nel primo match, il 16 novembre, è O'Reilly a vincere, nel secondo Ice. Il terzo viene vinto da O'Reilly, ma lo Street Fight lo vince Ice. Nel quinto match, O'Reilly sconfigge Ice in un Last Man Standing Match vincendo il titolo per la terza volta.
Nel 2008, riprova a vincere la Pacific Cup per il secondo anno di fila. Sconfigge Halo e Azeem andando in finale contro Billy Suede e El Phantasmo, ma viene eliminato per primo nel Triple Treath Elimination Match.
Il 19 marzo 2010, O'Reilly compete in un Triple Treath per il Canadian Heavyweight Title contro il campione Billy Suede e l'ex rivale Sylum. Nell'aprile, O'Reilly sconfigge Rick Sterling. Il 6 giugno, partecipa alla Pacific Cup, perdendo ancora la finale contro Artemis Spencer. Il 25 giugno, sconfigge prima Ice e poi perde contro Sylum un match per il Canadian Heavyweight Championship. La sera dopo, fa coppia con El Phantasmo, combattendo contro i Pop Culture, perdendo l'incontro. Il 10 luglio, perde contro Tony Baroni. Successivamente, firma un contratto con la ROH.

### Ring of Honor (2010–2017)
O'Reilly fa il suo debutto per la Ring of Honor nel 2010. Viene sconfitto da Tony Kozina il 13 novembre. Il 21 dicembre, O'Reilly perde contro Chris Hero. Sconfigge poi Kozina e Sampson, salvo perdere il 10 settembre 2010 contro il campione ROH Austin Aries. Tre giorni dopo, la ROH annuncia che O'Reilly ha firmato un contratto fisso con la ROH.
O'Reilly inizia a combattere insieme ad un altro debuttante, Adam Cole. Il 2 ottobre, il duo sconfigge Grizzly Redwood e Mike Sydal. Perdono poi contro Steve Corino e Kevin Steen e contro Kenny King e Rhett Titus. Sconfiggono poi i Bravados, prima che O'Reilly partecipi al Survival of the Fittest 2010, perdendo subito al primo round contro Kevin Steen. A Final Battle 2010, Cole e O'Reilly perdono contro King e Titus. Il 1º e il 2 aprile, a Chapter One and Two of Honor Takes Center Stage, O'Reilly e Cole sfidano i Briscoe Brothers e i Kings of Wrestling, perdendo dopo aver mostrato comunque buone doti. L'8 luglio, diventano primi sfidanti alle corone di coppia sconfiggendo i Bravados. Il 13 agosto, annunciano che il loro Team si chiamerà Future Shock. Il Team si scioglie il 7 gennaio 2012 e O'Reilly forma un'alleanza con Davey Richards, sfidando Adam Cole e Eddie Edwards, ex compagno di Richards. Cole ed Edwards sconfiggeranno O'Reilly e Richards. Il 31 marzo, a Showdown in the Sun, O'Reilly sconfigge Adam Cole in un match singolo. Il 24 giugno, a Best in the World 2012, O'Reilly perde invece contro Cole in un   "Hybrid Rules" match. Cole prova poi a fare pace con il suo ex compagno, mentre O'Reilly gli molla uno schiaffo, confermando la sua fazione Heel. A Final Battle 2012, il 16 dicembre, O'Reilly combatte insieme a Bobby Fish contro i riformati American Wolves, perdendo l'incontro. Nei primi tapings del 2013, dopo aver sconfitto la coppia formata da Mike Posey & Corey Hollis, Fish e O'Reilly vincono un Tag Team Gauntlet Match che vedeva coinvolti i Bravados, Jimmy Jacobs & Steve Corino e Davey Richards e Eddie Edwards. Il 2 marzo 2013, durante l'undicesimo anniversario della ROH, O'Reilly e Fish sconfiggono i Briscoe Brothers, conquistando i ROH World Tag Team Championship.
Il regno dei reDRagon inizia con una bella difesa contro gli American Wolves a Supercard Of Honor 7, per poi perdere le cinture contro i Forever Hooliganz (Rocky Romero e Alex Koslov) il 27 luglio 2013. Il 17 Agosto, a Manhattan Mayhem 5 i reDRagon tornano campioni sconfiggendo gli American Wolves.

### WWE (2017–2021)

#### The Undisputed Era (2017–2020)
O'Reilly ha fatto il suo debutto ad NXT il 2 agosto 2017 venendo sconfitto da Aleister Black. Il 19 agosto, a NXT TakeOver: Brooklyn III, O'Reilly e Bobby Fish hanno prima attaccato i nuovi NXT Tag Team Champions, i SAnitY (Alexander Wolfe e Eric Young), e in seguito il nuovo NXT Champion Drew McIntyre assieme al debuttante Adam Cole. Nella puntata di NXT del 14 settembre Cole, Fish e O'Reilly hanno attaccato Drew McIntyre dopo il suo confronto con Roderick Strong; in seguito, il trio si è fatto nominare The Undisputed Era. Nella puntata di NXT del 20 settembre O'Reilly e Fish hanno fatto il loro debutto come tag team sconfiggendo Trent Seven e Tyler Bate. Nella puntata di NXT del 18 ottobre il match tra l'Undisputed Era e i SAnitY è terminato in no-contest a causa dell'intervento degli Authors of Pain (Akam e Rezar). Il 18 novembre, a NXT TakeOver: WarGames, l'Undisputed Era ha sconfitto i SAnitY e il team formato dagli Authors of Pain e Roderick Strong in un WarGames match. Nella puntata di NXT del 29 novembre O'Reilly e Bobby Fish hanno sconfitto Eric Young e Killian Dain conquistando così l'NXT Tag Team Championship per la prima volta. Nella puntata di NXT del 10 gennaio 2018 Fish e O'Reilly hanno difeso con successo i titoli contro Aleister Black e Roderick Strong. Il 27 gennaio, a NXT TakeOver: Philadelphia, Fish e O'Reilly hanno difeso con successo i titoli contro gli Authors of Pain. Nella puntata di NXT del 7 febbraio l'Undisputed Era ha sconfitto i SAnitY in un Six-man Tornado Tag Team match. A seguito dell'infortunio di Fish, Adam Cole ha preso il suo posto, sotto la "Freebird Rule". Il 7 aprile, a NXT TakeOver: New Orleans, Cole e O'Reilly hanno difeso con successo i titoli di coppia in un Triple Threat Tag Team match che includeva anche gli Authors of Pain e la coppia formata dal WWE United Kingdom Champion Pete Dunne e Roderick Strong. Inoltre, Cole e O'Reilly si sono anche aggiudicati il torneo Dusty Rhodes Tag Team Classic. In seguito, Strong è stato riconosciuto dalla WWE come campione sotto la "Freebird Rule". Nella puntata di NXT del 16 maggio Cole, O'Reilly e Strong sono stati sconfitti da Danny Burch, Oney Lorcan e Pete Dunne. Nella puntata di NXT del 13 giugno O'Reilly ha affrontato Pete Dunne per il WWE United Kingdom Championship ma è stato sconfitto. Il 16 giugno, a NXT TakeOver: Chicago II, O'Reilly e Strong hanno difeso con successo i titoli contro Danny Burch e Oney Lorcan. Il 19 giugno, durante l'evento NXT U.K. Championship, O'Reilly e Strong hanno perso i titoli a favore dei Moustache Mountain (Trent Seven e Tyler Bate) dopo 202 giorni di regno. Nella puntata di NXT del 21 giugno (andata in onda l'11 luglio) O'Reilly e Strong hanno sconfitto i Moustache Mountain riconquistando così l'NXT Tag Team Championship. Nella puntata di NXT del 27 giugno l'Undisputed Era ha sconfitto i Moustache Mountain e Ricochet. Il 17 novembre, a NXT TakeOver: WarGames II, l'Undisputed Era è stata sconfitta dai War Raiders (Erik e Ivar), l'NXT North American Champion Ricochet e il WWE United Kingdom Champion Pete Dunne in un WarGames match. Il 26 gennaio 2019, a NXT TakeOver: Phoenix, O'Reilly e Strong hanno perso i titoli contro i War Raiders dopo 219 giorni di regno. Il 1º giugno, a NXT TakeOver: XXV, Fish e O'Reilly hanno partecipato ad un Ladder match per il vacante NXT Tag Team Championship che comprendeva anche Danny Burch e Oney Lorcan, i Forgotten Sons (Steve Cutler e Wesley Blake) e gli Street Profits (Angelo Dawkins e Montez Ford) ma il match è stato vinto da questi ultimi. Il 10 agosto, a NXT TakeOver: Toronto II, Fish e O'Reilly hanno affrontato gli Street Profits per l'NXT Tag Team Championship ma sono stati sconfitti. Il 16 febbraio, a NXT TakeOver: Portland, Fish e O'Reilly hanno perso i titoli contro i BroserWeights (Matt Riddle e Pete Dunne) dopo 185 giorni di regno. Nella puntata di NXT del 5 agosto O'Reilly e Fish hanno affrontato Fabian Aichner e Marcel Barthel dell'Imperium per l'NXT Tag Team Championship ma sono stati sconfitti. Nella puntata di NXT del 26 agosto O'Reilly ha sconfitto Drake Maverick. Nella puntata di NXT del 23 settembre O'Reilly ha vinto un Gauntlet match eliminando per ultimo Cameron Grimes, diventando per determinare il contendente n°1 all'NXT Championship di Finn Bálor. Il 4 ottobre, a NXT TakeOver: 31, O'Reilly ha affrontato Finn Bálor per l'NXT Championship ma è stato sconfitto. Nella puntata di NXT del 25 novembre O'Reilly è stato sconfitto da Pete Dunne in un Ladder match con in palio la possibilità di far entrare il suo team per primo nel WarGames match. Il 6 dicembre, a NXT TakeOver: WarGames IV, l'Undisputed Era ha sconfitto Danny Burch, Oney Lorcan, Pat McAfee e Pete Dunne in un WarGames match. Nella puntata di NXT del 16 dicembre O'Reilly ha sconfitto Pete Dunne, diventando il contendente n°1 all'NXT Championship. Nella puntata speciale NXT New Year's Evil del 6 gennaio 2021 O'Reilly ha affrontato nuovamente Finn Bálor per l'NXT Championship ma è stato sconfitto. Nella puntata di NXT del 27 gennaio O'Reilly e Finn Bálor sconfissero gli NXT Tag Team Champions Danny Burch e Oney Lorcan in un match non titolato.

#### Competizione singola (2021)
Nella puntata di NXT del 17 febbraio O'Reilly, Roderick Strong e Finn Bálor vennero sconfitti da Danny Burch, Oney Lorcan e Pete Dunne; durante l'incontro, Adam Cole attaccò nuovamente O'Reilly dopo che l'aveva precedentemente attaccato anche a NXT TakeOver: Vengeance Day del 14 febbraio. L'8 aprile, nella seconda serata di NXT TakeOver: Stand & Deliver, O'Reilly trionfò su Cole in un Unsanctioned match. Il 13 giugno, a NXT TakeOver: In Your House, O'Reilly partecipò ad un Fatal 5-Way match per l'NXT Championship che comprendeva anche il campione Karrion Kross, Adam Cole, Johnny Gargano e Pete Dunne ma il match venne vinto da Kross. Il 6 luglio, nella puntata speciale NXT The Great American Bash, O'Reilly venne sconfitto da Cole. Il 22 agosto, a NXT TakeOver: 36, O'Reilly sconfisse Cole nel loro ultimo match, un 2-out-of-3 Falls match (composto da un match singolo, uno Street Fight e uno Steel Cage match), vinto per 2-1. Nella puntata di NXT 2.0 del 30 novembre O'Reilly e Von Wagner sconfissero il Legado del Fantasma (Joaquin Wilde e Raul Mendoza) diventando gli sfidanti all'NXT Tag Team Championship a NXT WarGames, ma vennero tuttavia sconfitti dall'Imperium (Fabian Aichner e Marcel Barthel), fallendo nel tentativo di conquistare i titoli; a match finito, Wagner effettuò un turn heel cercando di attaccare O'Reilly ma quest'ultimo riuscì a lasciare il ring incolume. Pochi giorni dopo, ad NXT 2.0, O'Reilly venne poi sconfitto da Wagner in uno Steel Cage match, venendo poi brutalmente attaccato dallo stesso Wagner con la porta della gabbia nel post match.
Il 10 dicembre il contratto di O'Reilly con la WWE scadde, lasciando di conseguenza la federazione.

### All Elite Wrestling (2021–presente)
Nella puntata di Dynamite del 22 dicembre O'Reilly fece il suo debutto nella All Elite Wrestling attaccando Orange Cassidy durante il match di quest'ultimo contro Adam Cole, alleandosi con quest'ultimo e con Bobby Fish nel finale.

## Personaggio

### Mosse finali

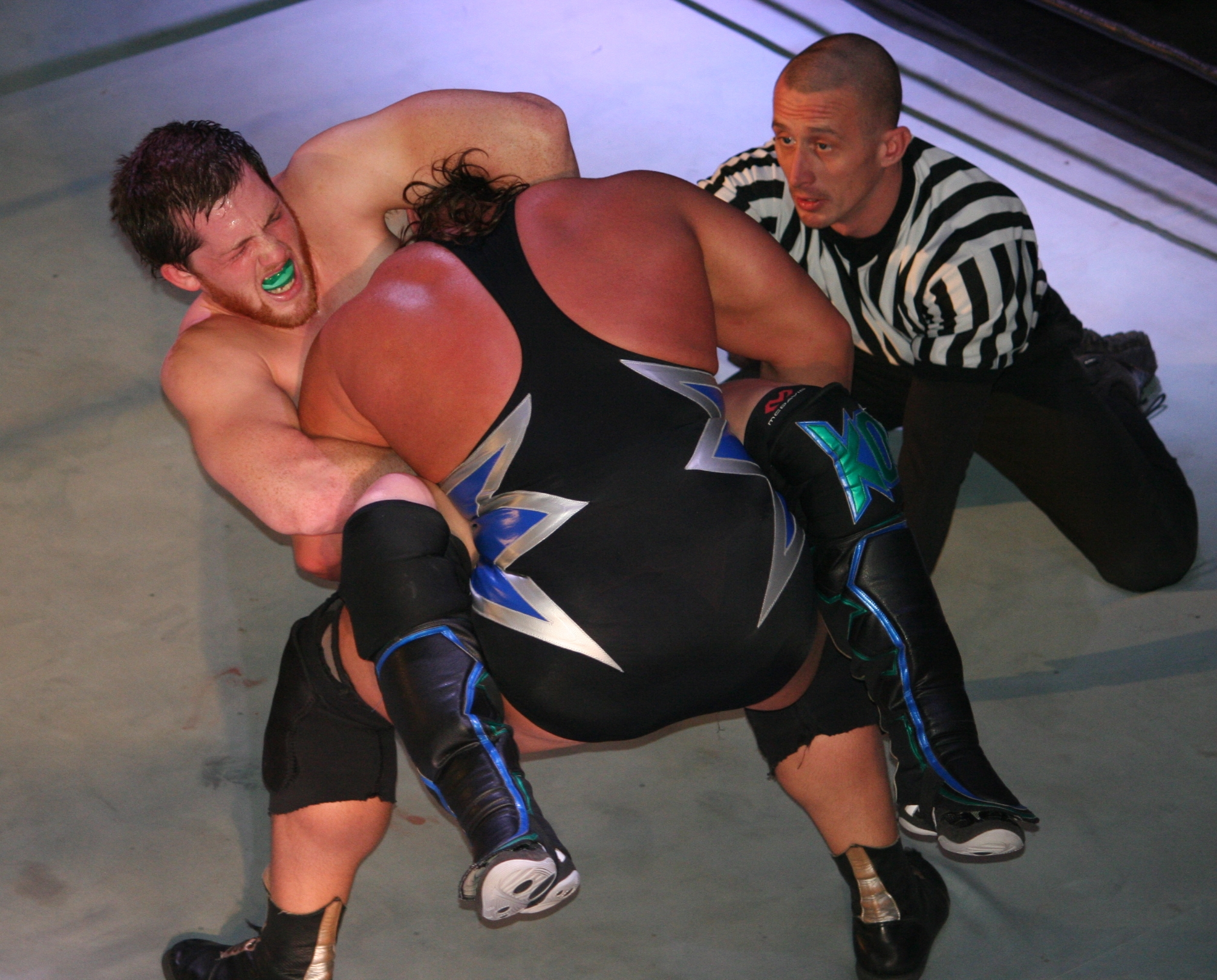
Kyle O'Reilly mentre applica una Guillotine choke su Michael Elgin

- Brainbuster
- Cross armbreaker
- Ankle lock – 2010–2017
- Guillotine choke – 2010–2017
- Heel Hook

### Soprannomi
- "The Martial Artist"

## Titoli e riconoscimenti
- High Risk Wrestling

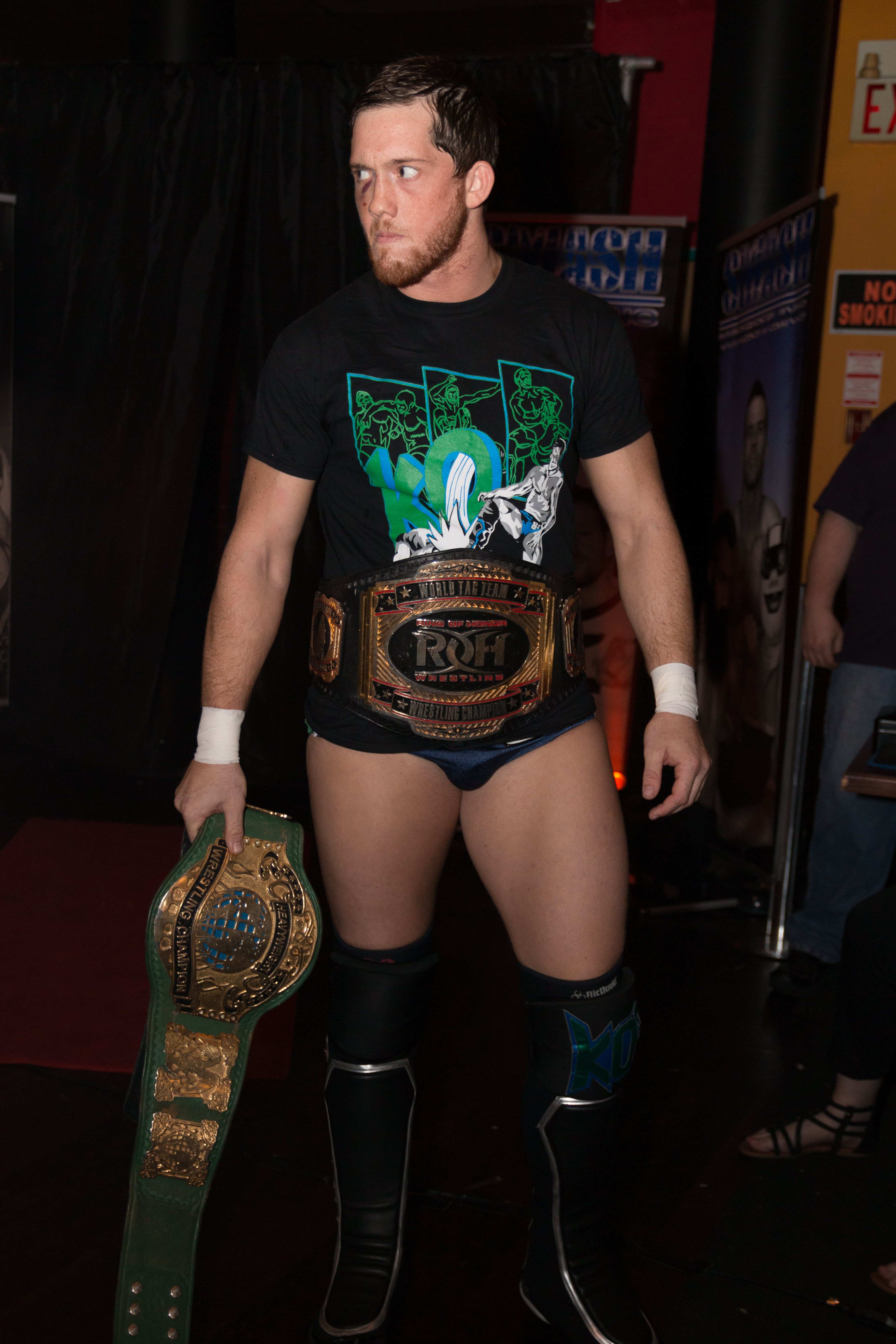
O'Reilly con il ROH World Championship (alla vita), titolo che ha detenuto una volta

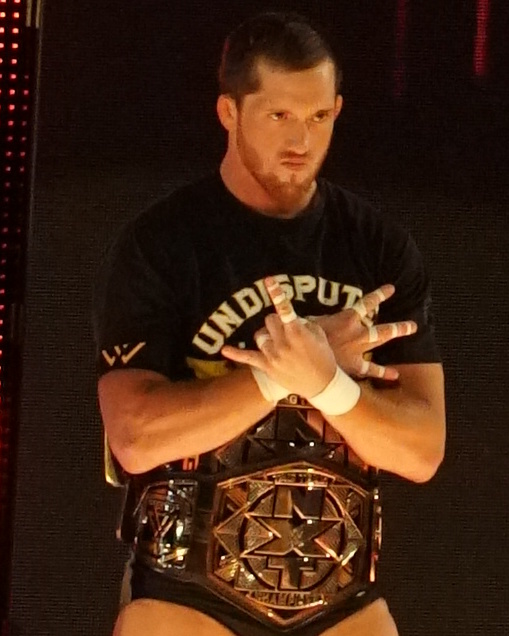
O'Reilly con l'NXT Tag Team Championship, titolo che ha detenuto per un record di tre volte con l'Undisputed Era

  - HRW Tag Team Championship (1) – con Bobby Fish
- NWA: Extreme Canadian Championship Wrestling/Extreme Canadian Championship Wrestling
  - ECCW Championship (1)
  - NWA Canadian Junior Heavyweight Championship (3)
  - Pacific Cup (2007)
- New Japan Pro-Wrestling
  - IWGP Junior Heavyweight Tag Team Championship (2) – con Bobby Fish
  - Super Jr. Tag Tournament (2014) – con Bobby Fish
- Pro Wrestling Guerrilla
  - PWG World Championship (1)
  - Battle of Los Angeles (2013)
- Pro Wrestling Illustrated
  - Tag Team of the Year (2016) – con Bobby Fish
  - 32º tra i 500 migliori wrestler singoli nella PWI 500 (2016)
- Pro Wrestling Prestige
  - PWP Tag Team Championship (1) – con Davey Richards
- Ring of Honor
  - ROH World Championship (1)
  - ROH World Tag Team Championship (3) – con Bobby Fish
  - ROH World Tag Team Championship #1 Contender Lottery Tournament (2011) – con Adam Cole
  - Tag Wars Tournament (2014) – con Bobby Fish
- SoCal Uncensored
  - Match of the Year (2012) - con Adam Cole vs. Super Smash Bros e gli Young Bucks
- WWE
  - NXT Tag Team Championship (3) – con Adam Cole (1), Bobby Fish (1) e Roderick Strong (1)
  - Dusty Rhodes Tag Team Classic (edizione 2018) – con Adam Cole
  - NXT Year-End Award (4)
    - Tag Team of the Year (edizione 2018) - con Roderick Strong
    - Tag Team of the Year (edizione 2019) - con Bobby Fish
    - Tag Team of the Year (edizione 2020) - con Adam Cole, Bobby Fish e Roderick Strong
    - Match of the Year (edizione 2020) - vs. Finn Bálor a NXT TakeOver: 31